# 索洛米伊夫卡
51°28′15″N 26°31′40″E / 51.47083°N 26.52778°E

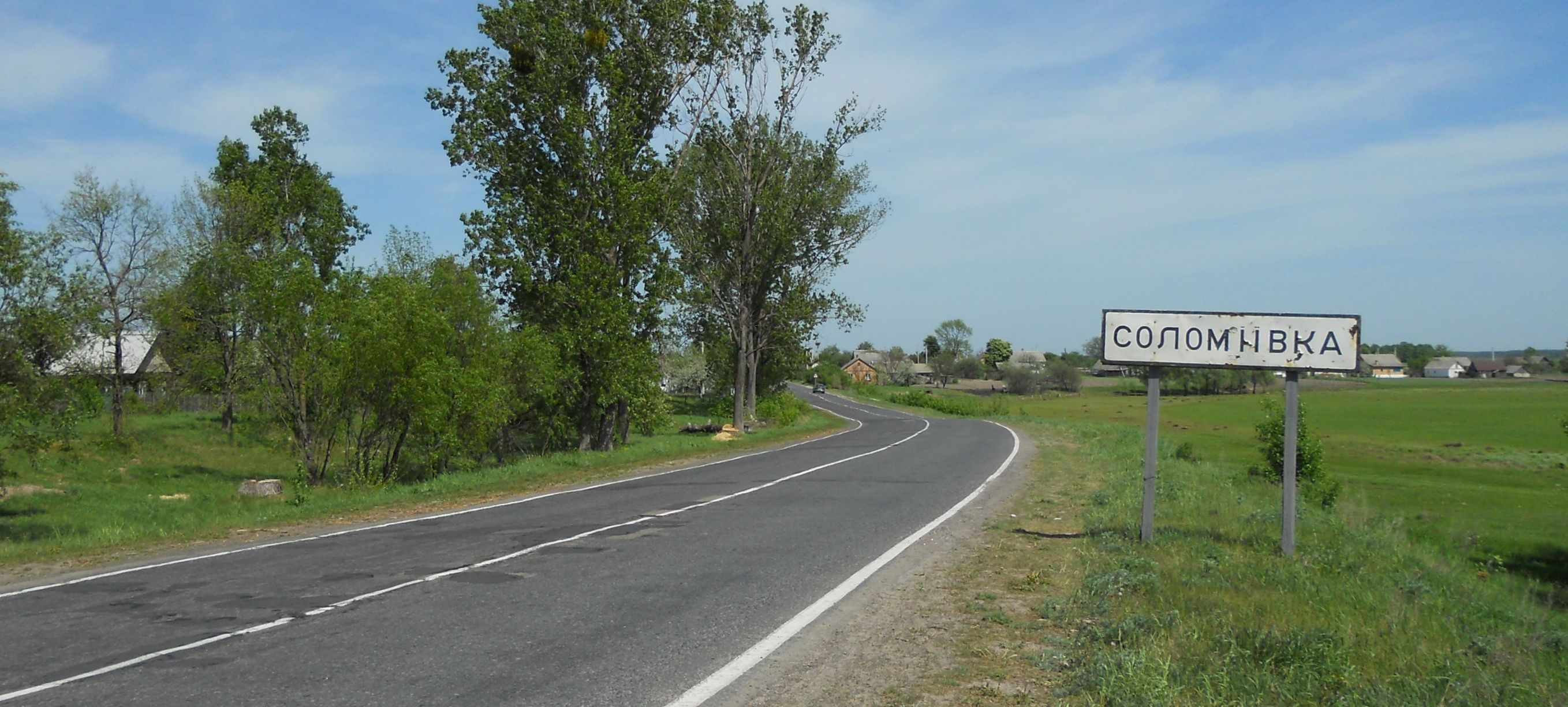

索洛米伊夫卡（烏克蘭語：Соломіївка），是烏克蘭西北部的村莊，隸屬里夫內州的薩爾內區。該村始建於1780年，面積0.7平方公里，海拔高度148米，2001年人口590，人口密度每平方公里842.9人。